# Myadestes occidentalis
Myadestes occidentalis là một loài chim trong họ Turdidae.